# Зенден (Північний Рейн-Вестфалія)
Зенден (нім. Senden) — сільська громада в Німеччині, знаходиться в землі Північний Рейн-Вестфалія. Підпорядковується адміністративному округу Мюнстер. Входить до складу району Кесфельд.
Площа — 109,1 км2. Населення становить 20 358 ос. (станом на 31 грудня 2020).

## Географії

### Сусідні міста та громади
Зенден межує з 6 містами / громадами:
- Дюльмен
- Людінггаузен
- Ашеберг
- Гафіксбек
- Нордкірхен
- Ноттульн

## Галерея

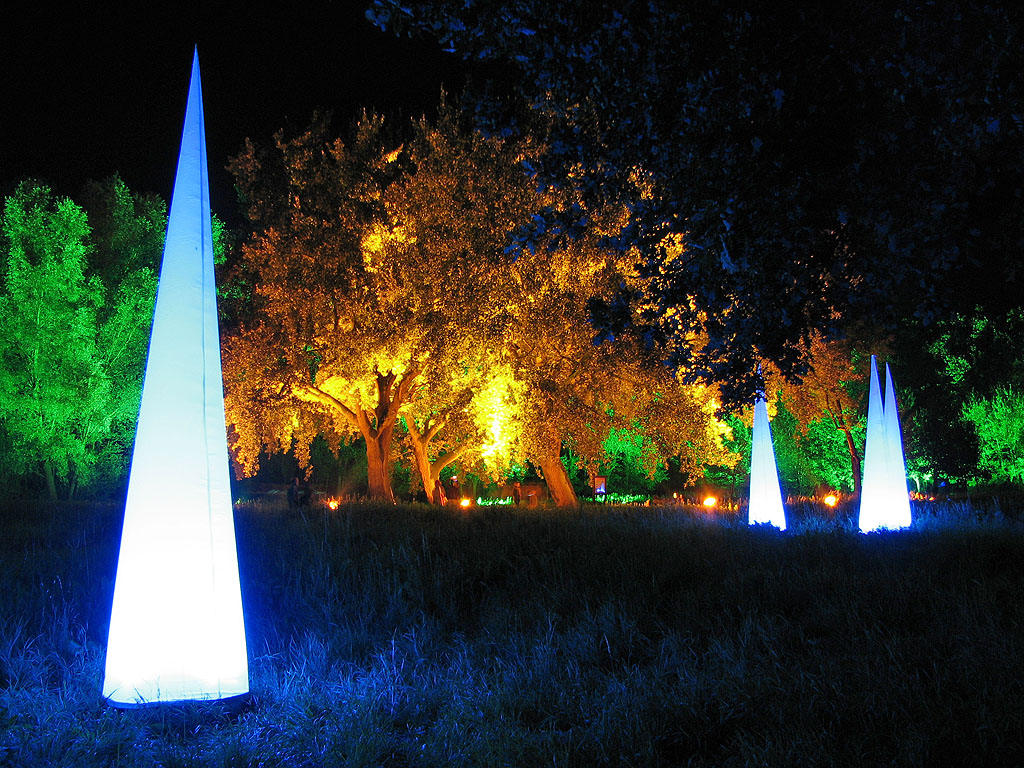
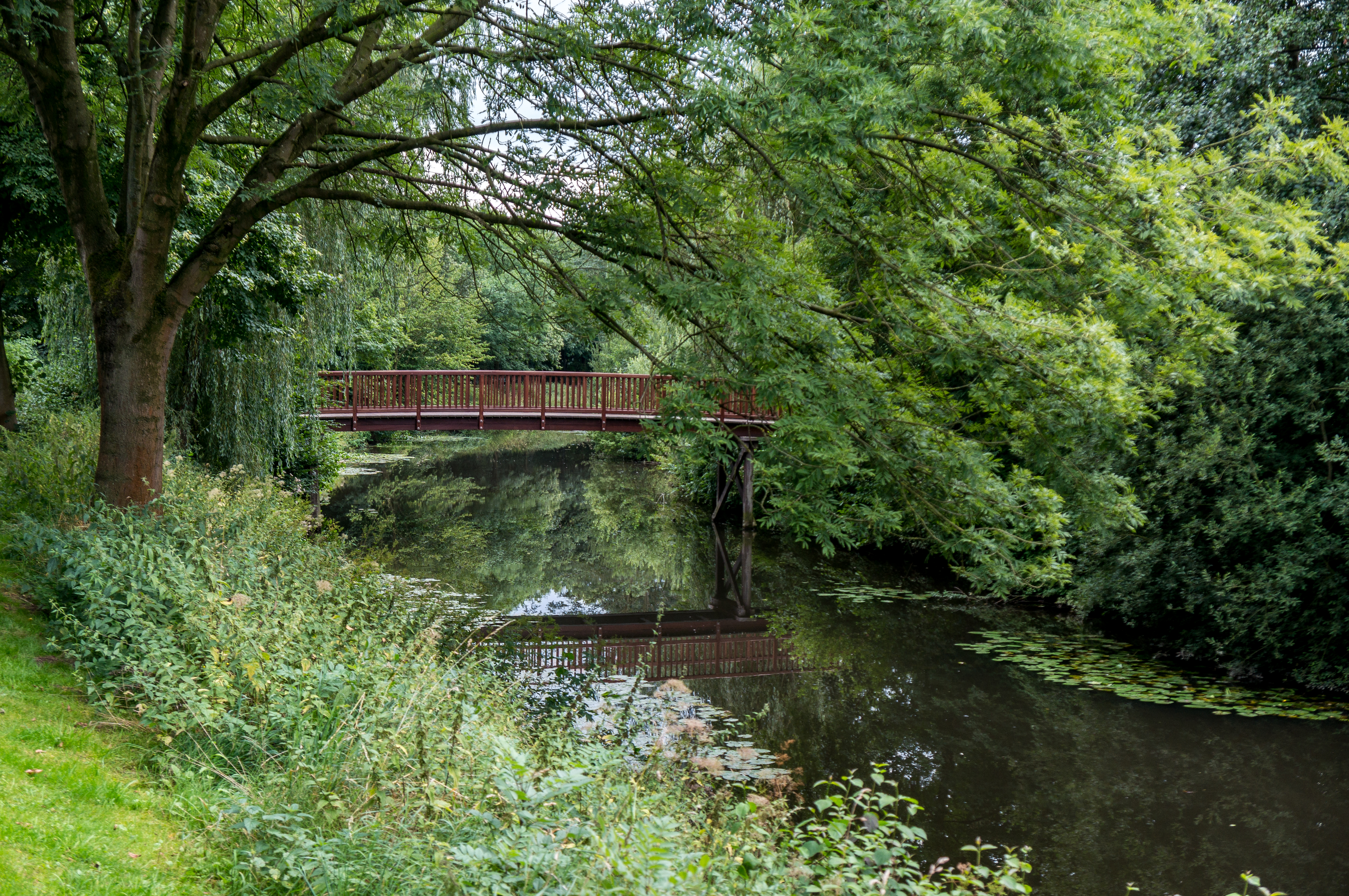
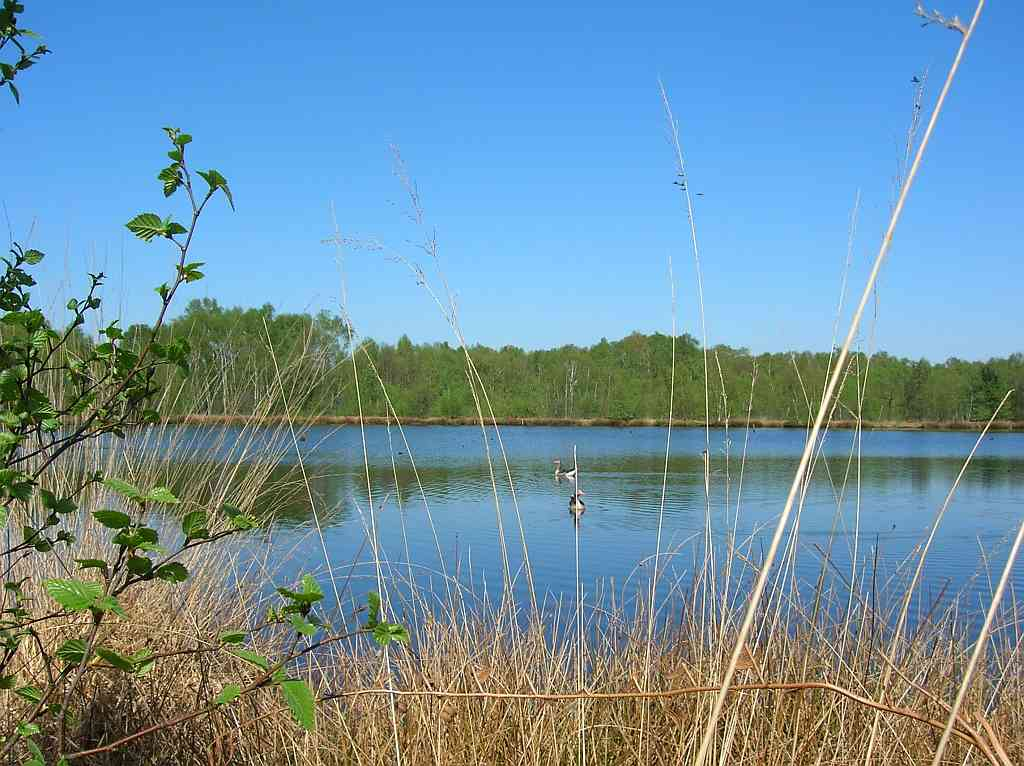
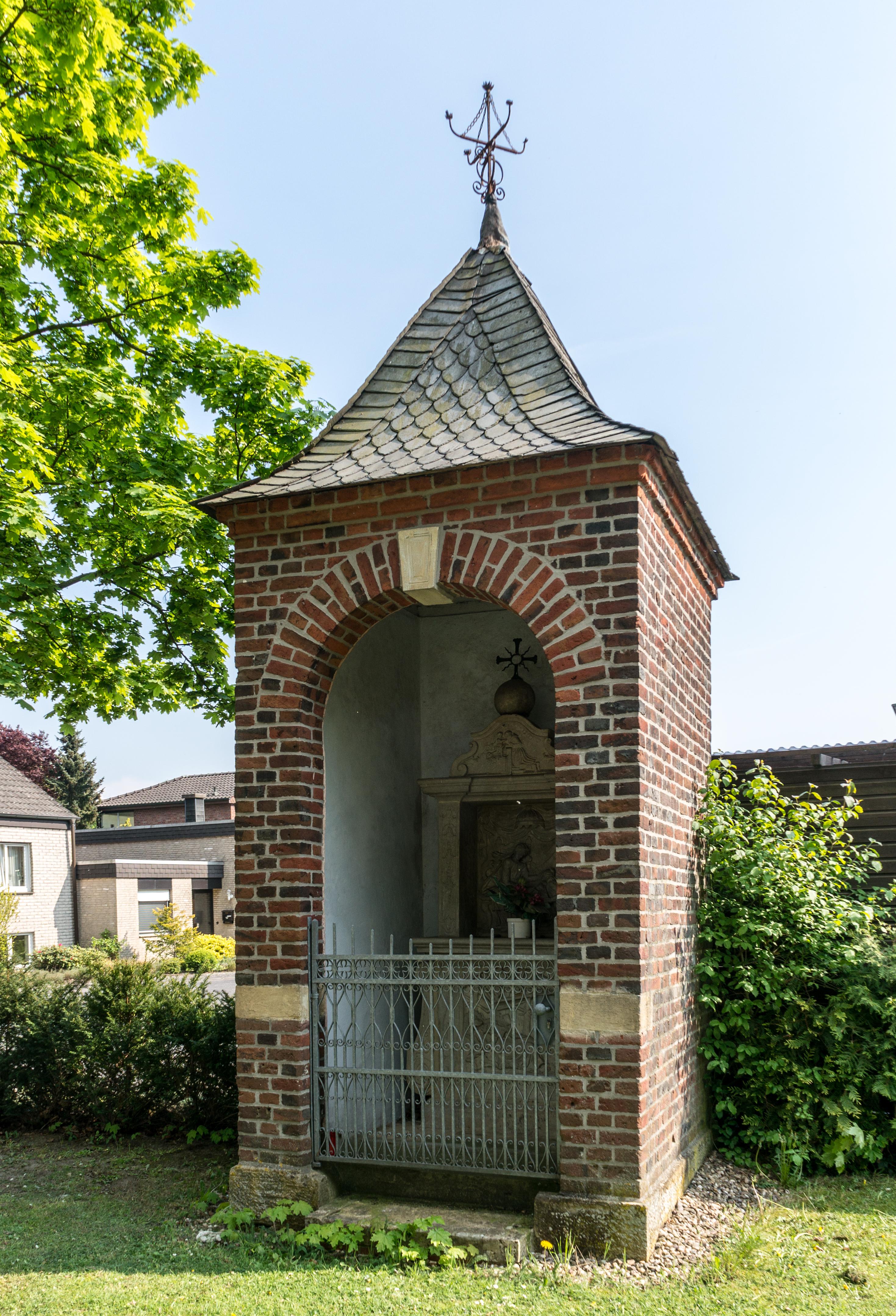
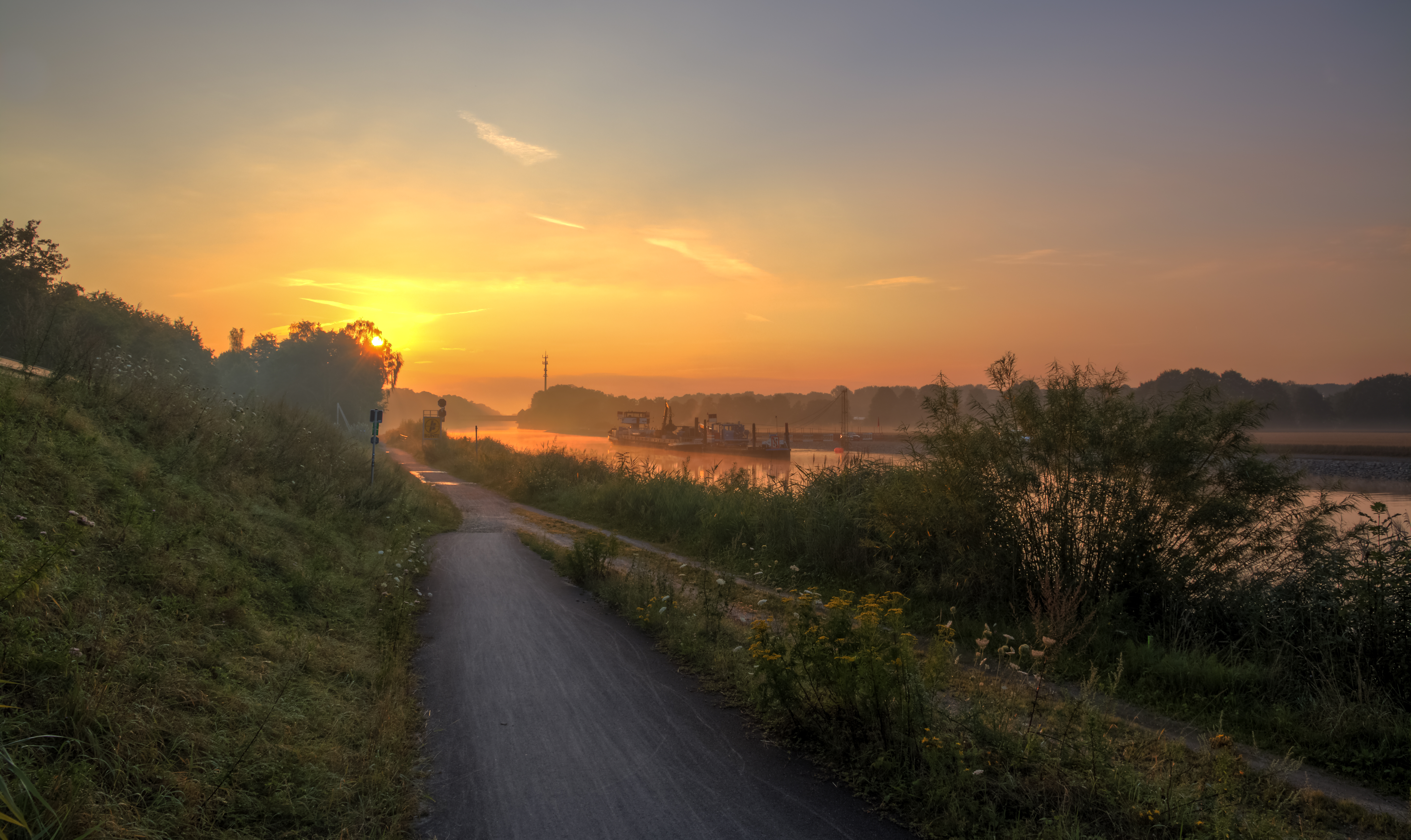
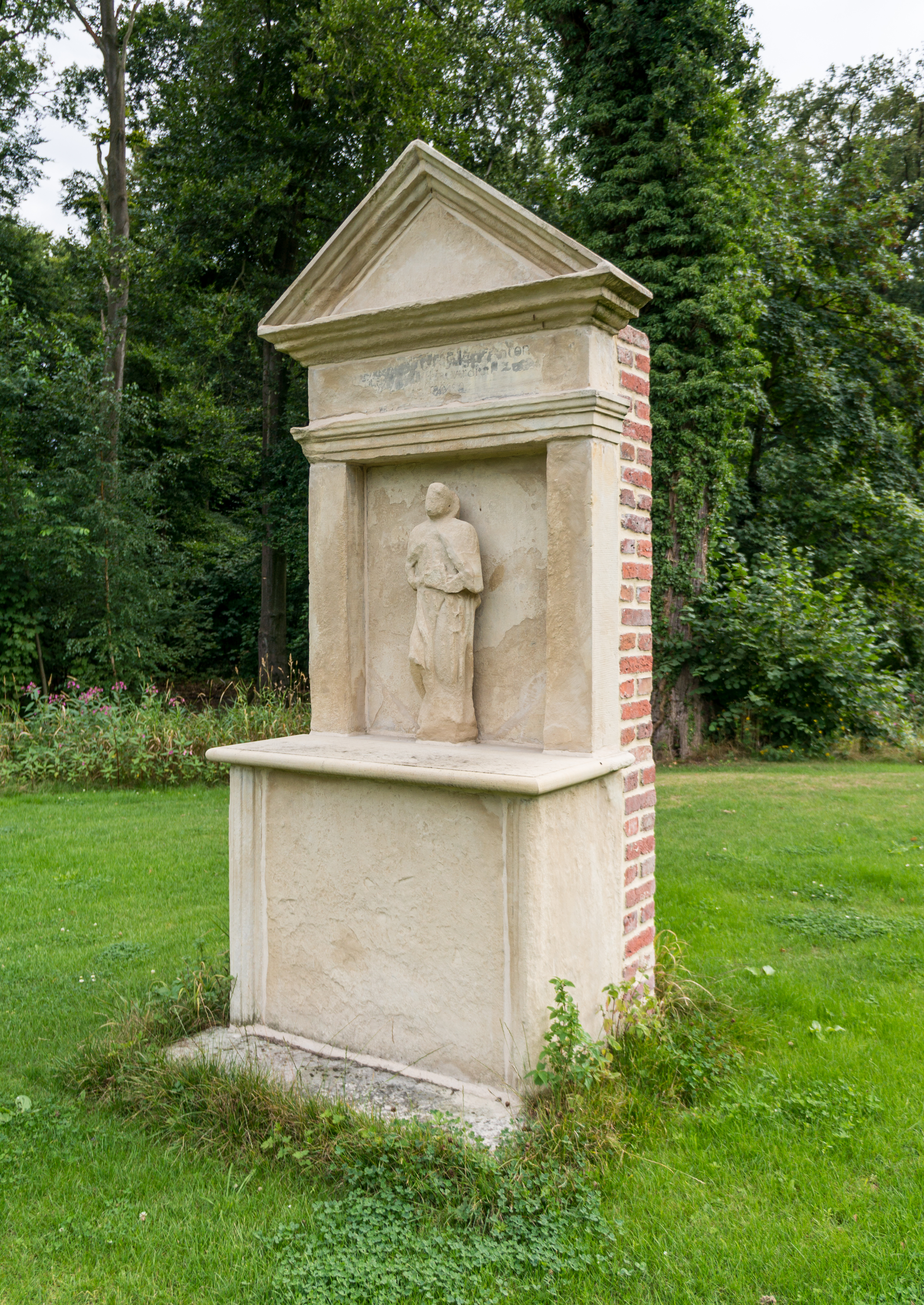

### Адміністративний поділ
Громада  складається з 4 районів:
- Безензелль
- Оттмарсбохольт
- Зенден
- Фенне